# Eduardo (football, 1980)
Pour les articles homonymes, voir Eduardo.
Eduardo Ribeiro dos Santos, plus communément appelé Eduardo, né le 5 août 1980 à São João do Piauí, Brésil, est un footballeur brésilien, qui possède également la nationalité suisse.

## Carrière

### En club

#### Découvert chez lesHoppers
Né et formé au Brésil, à Teresina, il passe par l'EC Flamengo et le Joinville EC, avant d'être recruté en 2001 par le Grasshopper-Club Zurich, champion de Suisse en titre, grâce au même agent suisse qui l'avait fait venir à Joinville. Il y évolue cinq saisons, à l'issue desquelles il demande la naturalisation suisse, ce qui rendrait possible sa sélection avec la Nati. Dans le championnat helvète, il inscrit vingt buts en cent vingt-cinq matches, et forme avec l'Uruguayen Richard Núñez un duo d'attaque explosif.

#### Confirme à Guingamp
Recruté en janvier 2007 par l'En Avant de Guingamp, en mauvaise posture en Ligue 2, Eduardo Ribeiro dos Santos ne tarde pas à confirmer son potentiel, alliant qualité technique et art du débordement. Malgré de fréquentes blessures, il apparaît comme l'un des meilleurs attaquants du championnat, et inscrit quatre buts lors de sa première demi-saison en Bretagne, ce qui laisse de bons espoirs d'avenir aux supporters guingampais. Lors de la saison suivante, il marque dix buts en vingt-cinq rencontres et décide de rester à Guingamp malgré les sollicitations. De nouveau meilleur buteur du club en 2009, il s'illustre particulièrement en Coupe de France, où il inscrit un but par match. Son heure de gloire arrive même le 9 mai, en finale, lorsqu'il réalise un doublé, permettant à son équipe de l'emporter face au Stade rennais sur le score de deux buts à un et d'inscrire cette compétition pour la première fois à son palmarès.

#### Signature au RC Lens
Annoncé dans plusieurs clubs de Ligue 1 comme Sochaux, Nancy, Bordeaux ou Marseille, il annonce, le 19 mai, au bihebdomadaire France Football qu'il va s'engager avec Lens, une fois le maintien de Guingamp acquis. Quatre jours plus tard, un contrat de trois ans est signé officiellement. Libre en mai 2009, il avait déjà donné son accord à Gervais Martel bien avant la finale, et est resté fidèle à son engagement. Le 23 août, Eduardo marque son premier but en Ligue 1 sous les couleurs lensoises, à l'occasion de la troisième journée de championnat disputée à Grenoble. En effet, dès la septième minute de jeu, Eduardo récupère la balle au milieu du terrain, et élimine ses trois adversaires avant de tromper Jody Viviani du pied gauche. Mais Eduardo subit la forte concurrence, et occupe le poste d'avant-centre lorsqu'il est titularisé. Pas à sa place, il ne brille pas sur le terrain, et se voit relégué sur le banc des remplaçants. Étrangement, c'est là qu'il se montre le plus décisif, le nouveau joker lensois offrant le but de la victoire face à Marseille à Bollaert dans les arrêts de jeu. Trois semaines plus tard, il récidive contre Saint-Etienne, transformant le pénalty provoqué par Toifilou Maoulida d'une panenka. Peu après la trêve hivernale, il retrouve le chemin des filets, et se classe ainsi à la première place du classement des buteurs du club, avec Abdoulrazak Boukari et ses cinq réalisations. Le 6 février, contre Le Mans, il inscrit le deuxième but de son équipe, effaçant son adversaire direct et plaçant ensuite sa frappe enroulée dans le petit filet de Didier Ovono. Il devient donc le buteur le plus prolifique du club. Lors de la saison 2011/2012, il attendra la 11e journée du championnat de France de L2, lors d'un déplacement à Bastia, pour inscrire son premier but de la saison (match nul 2-2).

#### Arrivée à l'AC Ajaccio
Le 3 janvier 2012, il s'engage pour une saison et demie à l'AC Ajaccio. Le 14 janvier, il marque son premier but sous les couleurs ajacciennes contre l'AJ Auxerre, victoire de son équipe 2 buts à 1. Le 30 janvier 2014, il est transféré au FC Metz, leader de la Ligue 2, après avoir rompu son contrat à l'amiable avec l'AC Ajaccio, alors dernier de ligue 1.

#### Un nouveau défi  au FC Metz
Arrivé le 30 janvier 2014 au FC Metz, il s'engage pour 18 mois avec pour objectif de remonter le club mosellan dans l'élite du football français. Le 14 mars 2014, il inscrit son premier but en compétition officielle avec le FC Metz au cours de la 28e journée de ligue 2, contre la Berrichonne de Châteauroux pour un score final de 1-0.
Le Brésilien annonce l'arrêt de sa carrière le 26 mai 2014.

#### Fin de carrière au Brésil
Malgré l'annonce de l'arrêt de sa carrière, Eduardo rejoint en juin 2014 le Ríver Atlético Clube, situé dans sa région natale, le Piauí. Il y dispute le Championnat de Série D.

### Statistiques
| Saison                | Club                  | Championnat             | Championnat | Championnat | Championnat | Coupe(s) nationale(s) | Coupe(s) nationale(s) | Coupe(s) nationale(s) | Compétition(s) continentale(s) | Compétition(s) continentale(s) | Compétition(s) continentale(s) | Compétition(s) continentale(s) | Total | Total | Total |
| Saison                | Club                  | Division                | M.          | B.          | P.d.        | M.                    | B.                    | P.d.                  | Comp.                          | M.                             | B.                             | P.d.                           | M.    | B.    | P.d.  |
| 2001-2002             | Grasshopper Zurich    | Raiffeisen Super League | -           | -           | -           | 1                     | 0                     | 0                     | -                              | -                              | -                              | -                              | 1     | 0     | 0     |
| 2002-2003             | Grasshopper Zurich    | Raiffeisen Super League | 1           | 0           | 0           | -                     | -                     | -                     | C3                             | 3                              | 0                              | 0                              | 4     | 0     | 0     |
| 2003-2004             | Grasshopper Zurich    | Raiffeisen Super League | -           | -           | -           | 1                     | 0                     | 0                     | C3                             | 4                              | 1                              | 0                              | 5     | 1     | 0     |
| 2004-2005             | Grasshopper Zurich    | Raiffeisen Super League | 12          | 6           | 0           | -                     | -                     | -                     | -                              | -                              | -                              | -                              | 12    | 6     | 0     |
| 2005-2006             | Grasshopper Zurich    | Raiffeisen Super League | 14          | 6           | 1           | -                     | -                     | -                     | C3                             | 5                              | 2                              | 0                              | 19    | 8     | 1     |
| 2006-2007             | Grasshopper Zurich    | Raiffeisen Super League | 18          | 4           | 3           | -                     | -                     | -                     | C3                             | 10                             | 5                              | 0                              | 28    | 9     | 3     |
| Sous-total            | Sous-total            | Sous-total              | 45          | 16          | 4           | 2                     | 0                     | 0                     | -                              | 22                             | 8                              | 0                              | 69    | 24    | 4     |
| 2006-2007             | EA Guingamp           | Ligue 2                 | 10          | 4           | 0           | -                     | -                     | -                     | -                              | -                              | -                              | -                              | 10    | 4     | 0     |
| 2007-2008             | EA Guingamp           | Ligue 2                 | 25          | 10          | 0           | 1                     | 0                     | 0                     | -                              | -                              | -                              | -                              | 26    | 10    | 0     |
| 2008-2009             | EA Guingamp           | Ligue 2                 | 29          | 8           | 5           | 10                    | 9                     | 0                     | -                              | -                              | -                              | -                              | 39    | 17    | 5     |
| Sous-total            | Sous-total            | Sous-total              | 64          | 22          | 5           | 11                    | 9                     | 0                     | -                              | -                              | -                              | -                              | 75    | 31    | 5     |
| 2009-2010             | RC Lens               | Ligue 1                 | 31          | 5           | 2           | 4                     | 2                     | 0                     | -                              | -                              | -                              | -                              | 35    | 7     | 2     |
| 2010-2011             | RC Lens               | Ligue 1                 | 32          | 4           | 3           | 2                     | 1                     | 0                     | -                              | -                              | -                              | -                              | 34    | 5     | 3     |
| 2011-2012             | RC Lens               | Ligue 2                 | 14          | 1           | 1           | 4                     | 1                     | 0                     | -                              | -                              | -                              | -                              | 18    | 2     | 1     |
| Sous-total            | Sous-total            | Sous-total              | 72          | 10          | 6           | 10                    | 4                     | 0                     | -                              | -                              | -                              | -                              | 82    | 14    | 6     |
| 2011-2012             | AC Ajaccio            | Ligue 1                 | 19          | 5           | 1           | 1                     | 1                     | 0                     | -                              | -                              | -                              | -                              | 20    | 6     | 1     |
| 2012-2013             | AC Ajaccio            | Ligue 1                 | 15          | 3           | 2           | 1                     | 0                     | 0                     | -                              | -                              | -                              | -                              | 16    | 3     | 2     |
| 2013-2014             | AC Ajaccio            | Ligue 1                 | 9           | 3           | 0           | 2                     | 0                     | 0                     | -                              | -                              | -                              | -                              | 11    | 3     | 0     |
| Sous-total            | Sous-total            | Sous-total              | 43          | 11          | 3           | 4                     | 1                     | 0                     | -                              | -                              | -                              | -                              | 47    | 12    | 3     |
| 2013-2014             | FC Metz               | Ligue 2                 | 11          | 2           | 2           | -                     | -                     | -                     | -                              | -                              | -                              | -                              | 11    | 2     | 2     |
| Sous-total            | Sous-total            | Sous-total              | 11          | 2           | 2           | 3                     | 0                     | 1                     | -                              | -                              | -                              | -                              | 14    | 2     | 3     |
| 2014                  | Ríver-PI              | Série D                 | -           | -           | -           | -                     | -                     | -                     | -                              | -                              | -                              | -                              | 0     | 0     | 0     |
| 2015                  | Ríver-PI              | Série D                 | -           | -           | -           | -                     | -                     | -                     | -                              | -                              | -                              | -                              | 0     | 0     | 0     |
| 2016                  | Ríver-PI              | Série D                 | 8           | 2           | 0           | -                     | -                     | -                     | -                              | -                              | -                              | -                              | 8     | 2     | 0     |
| Sous-total            | Sous-total            | Sous-total              | 8           | 2           | 0           | -                     | -                     | -                     | -                              | -                              | -                              | -                              | 8     | 2     | 0     |
| Total sur la carrière | Total sur la carrière | Total sur la carrière   | 248         | 63          | 20          | 27                    | 14                    | 0                     | -                              | 22                             | 8                              | 0                              | 297   | 85    | 20    |

### Palmarès
- Champion de l'État de Santa Catarina : 2001
- Finaliste de la Coupe de Suisse : 2002 et 2004
- Champion de Suisse : 2003
- Vainqueur de la Coupe de France : 2009
- Champion de France de Ligue 2 : 2014

## Distinction
- Meilleur buteur de la coupe de France en 2008-2009